# 네덜란드-중국 관계
네덜란드-중국 관계는 공식적으로 1954년 11월에 시작되었다. 1972년 5월 외교 사절단이 대사급으로 승격되었다. 1981년 5월 11일 네덜란드 정부가 대만에 수출하기 위한 잠수함 2척 건조를 비준함에 따라 외교 관계는 임시대리대사급으로 격하되었다. 1984년 2월 1일까지 중국과 네덜란드는 대사 외교 관계를 복원했다.

## 같이 보기
- 중국계 네덜란드인
- 화교